# Nicolae Cernomaz
Nicolae Cernomaz (n. 14 decembrie 1949, Țiganca, raionul Cantemir, RSS Moldovenească, URSS – d. 6 aprilie 2023, Chișinău, Republica Moldova) a fost un diplomat din Republica Moldova, care a îndeplinit funcția de ministru de stat (1997-1999) și apoi de ministru al afacerilor externe al Republicii Moldova (2000-2001). În perioada 2003 - 2005 a fost Ambasador Republicii Moldova în Ucraina, iar între 1999–2000 Ambasador al Republicii Moldova în Ungaria, și prin cumul în Croația și Cehia.

## Biografie

### Primii ani, educație
Nicolae Cernomaz s-a născut la data de 14 decembrie 1949 în satul Țiganca, raionul Cantemir, RSS Moldovenească. A absolvit cursurile Universității de Stat a Moldovei, cu specializarea de profesor de istorie și sociologie. Ulterior a obținut și titlul științific de doctor în istorie și docent.
Din anul 1973 a lucrat în cadrul aparatului Comitetului Central al Uniunii Tineretului Comunist din RSS Moldovenească. În perioada 1976-1979, a studiat la Universitatea de Stat M.T. Lomonosov din Moscova. Începând din anul 1979 a lucrat la Universitatea de Stat a Moldovei și apoi, din anul 1982, în cadrul aparatului Consiliului de Miniștri al RSS Moldovenească. Tot din același an, a condus o catedră a Institutului Pedagogic "Ion Creangă" din Chișinău. Între anii 1990-1997, a lucrat ca director-general al companiei de stat "Moldova Tur".

### După 1989
Nicolae Cernomaz a intrat în activitatea politică în anul 1996, dirijând campania electorală a lui Petru Lucinschi. După alegerile victorioase, Petru Lucinschi l-a numit în funcția de Ministru de stat în guvernele conduse de către Ion Ciubuc (24 ianuarie 1997 - 2 februarie 1999), conducând în această calitate aparatul Cancelariei de stat a Guvernului. 
La data de 28 ianuarie 1999, Nicolae Cernomaz a fost numit în funcția de Ambasador Extraordinar și Plenipotențiar al Republicii Moldova în Republica Ungară  și reprezentant al Republicii Moldova în Comisia Dunării (prin cumul), cu reședința la Budapesta, fiind revocat din funcția de ministru de stat.  După două luni și jumătate, la 15 aprilie 1999, a fost desemnat și în funcția de Ambasador Extraordinar și Plenipotențiar al Republicii Moldova în Republica Croația. Ca o recunoaștere a muncii îndelungate în organele administrației publice și participare activă la viața socială a țării, la 14 decembrie 1999, i s-a conferit Ordinul Gloria Muncii.
În perioada 22 noiembrie 2000 - 27 iulie 2001, Nicolae Cernomaz a îndeplinit funcția de ministru al afacerilor externe. A fost demis de către președintele Vladimir Voronin la numai trei luni de la reconfirmarea sa ca membru al Guvernului Vasile Tarlev, redevenind om de afaceri. La 30 martie 2001, a primit rangul diplomatic de ambasador extraordinar și plenipotențiar.
După mai bine de un an și jumătate, la 26 martie 2003, a fost numit Ambasador Extraordinar și Plenipotențiar al Republicii Moldova în Ucraina și prin cumul și în Republica Azerbaidjan și Georgia. La 25 ianuarie 2005, a fost rechemat din funcție, dar nu a mai revenit la Chișinău, preferând să–și continue activitățile de afaceri în Ucraina.